# Éric Ciotti
 (Nizza, 28 settembre 1965) è un politico francese di origini italiane, presidente dei Repubblicani dal 2022 al 2024.
È deputato delle Alpi Marittime dal 2007, presidente del consiglio dipartimentale delle Alpi Marittime dal 2008 al 2017 e deputato questore dell'Assemblea nazionale dal 2018.

## Biografia
Nato da madre francese e padre italiano originario di Treviso, Ciotti ha studiato all'Istituto di studi politici di Parigi, dove si è diplomato nel 1988. 

## Carriera politica

### Carriera nell'UMP e nei Repubblicani
Nel 1988 inizia la sua attività di assistente parlamentare di Christian Estrosi, che prosegue fino al 1992. Dal 1995 al 1998 ha lavorato per Jean-Claude Gaudin. 
Dal 1998 è eletto consigliere regionale nel partito neogollista RPR nel Consiglio regionale della Provenza-Alpi-Costa Azzurra fino al 2001. Dal 2003 è capo di gabinetto di Estrosi, che nel frattempo è stato eletto Presidente del Consiglio generale del dipartimento delle Alpi Marittime. 
Nel 2007 si è presentato alle elezioni legislative nella 1ª circoscrizione del dipartimento delle Alpi Marittime e ha ottenuto un buon 60 per cento dei voti al secondo scrutinio, divenendo deputato. Nel 2008 è entrato nel Consiglio comunale di Nizza ed è stato poi eletto al Consiglio generale, di cui è stato anche eletto Presidente il 18 dicembre dello stesso anno. Nelle elezioni parlamentari del 2012 è stato rieletto con un risultato simile a quello del 2007. Alla fine di novembre 2012, Ciotti era uno dei circa 70 parlamentari che, con il loro leader François Fillon, si separarono dal gruppo UMP in parlamento e fondarono un proprio gruppo con il nome di R-UMP. Éric Ciotti ha ricevuto un Big Brother Awards nel 2010.
Riconfermato deputato all'Assemblea francese nel 2017 e nel 2022.
Dal 2009 ha ricoperto diversi incarichi presso l'UMP, divenuto poi I Repubblicani (segretario nazionale incaricato delle questioni di sicurezza, delegato generale incaricato delle federazioni poi vicesegretario generale delle federazioni di partito, presidente della Commissione nazionale per le investiture). L'11 dicembre 2022 diviene presidente del suo partito.

### Elezioni europee e legislative del 2024
Dopo la vittoria del partito Rassemblement National alle Elezioni europee del 2024, nel quale LR ottiene il 7,3% e 6 eurodeputati, il Presidente Emmanuel Macron (pesantemente sconfitto dall'RN) ha deciso di sciogliere l'Assemblea nazionale indicendo quindi nuove elezioni parlamentari. 
Ciotti dichiara l'11 giugno che I Repubblicani sono pronti ad un'alleanza con il Rassemblement National, dichiarando quanto segue: Abbiamo bisogno di un’alleanza con il Rassemblement National, con i suoi candidati; un’alleanza a destra con tutti coloro che si ritrovano nelle idee di destra, nei valori di destra.
La decisione di Ciotti scatena diverse polemiche e dissensi interni ai Repubblicani, con numerosi esponenti che dichiarano la propria indisponibilità a proseguire con l'esperienza politica nell'LR se Ciotti mettesse effettivamente in atto un'alleanza con l'estrema destra. Inoltre, la decisione di Ciotti scatena alcune proteste civili, nelle quali si ritiene che l'LR abbia tradito i valori di gollismo e antifascismo, mancando di rispetto all'eredità di Charles de Gaulle e di Jacques Chirac.

#### Espulsione dai Repubblicani
Il 12 giugno, i dirigenti e i deputati dell'LR hanno convocato una riunione nella sede del partito, con Ciotti che ne impedisce l'accesso requisendo le chiavi che ne consentivano l'apertura per impedire alla direzione di intavolare una riunione non convocata dal Presidente del partito (Ciotti stesso). Tuttavia, la segretaria generale Annie Genevard è riuscita a riaprire la sede avendo un duplicato delle chiavi, decidendo infine insieme ai dirigenti di espellere Ciotti dall'LR. Ciotti ha sempre contestato la decisione, arrivando a portarla in tribunale, che ha decretato l'illegittimità del provvedimento.

#### Unione delle Destre per la Repubblica
Alle Elezioni legislative in Francia del 2024 Les Républicains si presentano in circa 400 collegi e ottengono il 6,57% dei voti, mentre Ciotti, con il suo A Droite! (associazione fondata del 2012) si presenta in 62 collegi in coalizione con il Rassemblement National, e ottiene il 3,90%. LR al secondo turno conquista 39 seggi, mentre À droite! Les Amis d'Éric Ciotti ne ottiene 17, superando la soglia di 15, prevista per la formazione di un autonomo gruppo parlamentare all'Assemblea Nazionale. Il 31 agosto la formazione cambia nome in Unione delle Destre per la Repubblica.

## Prese di posizione
Nel 2019, Ciotti ha aggiunto con successo un emendamento a un disegno di legge sull'istruzione per rendere obbligatorio per le classi di esporre sia una bandiera francese che una bandiera dell'Unione europea in tutte le classi.
Nel 2020 Ciotti ha proposto all'Assemblea nazionale un disegno di legge che vieterebbe la diffusione di immagini raffiguranti funzioni di polizia nazionale, polizia municipale, militari e doganieri; con una pena massima di 15.000 euro e un anno di reclusione per i trasgressori.